# Пінські унійні єпископи
Пінські унійні єпископи ― єпископи Пінської єпархії Руської Унійної Церкви від підписання Берестейської унії до 1795 року.
У 1820-30-х рр. двоє владик: Кирило Сиротинський і Йосафат Жарський були титулярними єпископами Пінськими.

## Єпископи Пінські
До Берестейської унії Пінсько-Турівським єпископом був один із її ініціаторів Кирило Терлецький (1576—1585)
- Йона Гоголь (23 вересня 1595 ― липень 1602)[1]
- Паїсій Онишкевич-Саховський (20 лютого 1603 ― 13 травня 1626)
- Григорій Михалович (13 травня 1626 ― 13 квітня 1632)
- Рафаїл Корсак (19 квітня 1632 ― 5 лютого 1637)
- Пахомій Война-Оранський (1637 ― 23 січня 1653)
- Андрій Кваснинський-Злотий (1654 ― січень 1665), адміністратор[2]
- Маркіян Білозор (1665―1697)
- Антонін Жолкевський (1697 ― 2 березня 1702)
- Порфирій Кульчицький (1703―1716)
- Йоаким Ціхановський (1716 ― 4 квітня 1719)
- Теодосій Годебський (1720―1730)
- Юрій Булгак (березень 1730 ― 10 травня 1769)
- Антін Млодовський (1761 ― 10 вересня 1764), єпископ-коад'ютор
- Ґедеон Горбацький (10 травня 1769 ― 26 червня 1784)
- Йоаким Горбацький (1784 ― 1 вересня 1793)
- Йосафат Булгак (1 вересня 1793 ― 1795), адміністратор

### Титулярні єпископи Пінські
- Кирило Сиротинський (10 лютого 1825 ― 1831)[3]
- Йосафат Жарський (10 грудня 1833 ― 1838)[3]